# Bonaire International Airport
Bonaire International Airport, Port lotniczy Flamingo (IATA: BON, Kod lotniska ICAO: TNCB) – międzynarodowy port lotniczy położony na wyspie Bonaire, gminie zamorskiej Holandii, w Kralendijk.

## Linie lotnicze i połączenia
| Linia Lotnicza      | Kierunek                                                        |
| ------------------- | --------------------------------------------------------------- |
| Air Belgium         | Sezonowe czartery: 1. Bruksela                                  |
| American Airlines   | 1. Miami                                                        |
| Delta Air Lines     | 1. Atlanta                                                      |
| Divi Divi Air       | 1. Curaçao Czartery: 1. Aruba                                   |
| EZAir               | 1. Aruba 2. Curaçao Czartery: 1. Barranquilla 2. Sint Eustatius |
| KLM                 | 1. Amsterdam                                                    |
| Sky High            | 1. Santo Domingo–Las Americas                                   |
| TUI fly Netherlands | 1. Amsterdam                                                    |
| United Airlines     | 1. Houston–Intercontinental 2. Newark                           |
| WestJet             | Sezonowo: 1. Toronto-Pearson (od 12 grudnia 2023)               |